# ギデオン (映画)
『ギデオン』（Gideon's Day）は、1958年に公開されたイギリス・アメリカ合衆国の刑事ドラマ・犯罪映画。J・J・マリックの警察小説『ギデオンの一日』の映画化で、監督はジョン・フォード。ジャック・ホーキンス、ダイアン・フォスター、シリル・キューザックが出演した。
なお、日本で1977年公開時のチラシには、表紙に『ジョン・フォード/ギデオン』、裏面に『ジョン・フォード ギデオン』と表記されている。
J・J・マリックのギデオン警視シリーズの最初の映画化。演じたジャック・ホーキンスはこの2年前に作られた『The Long Arm』でギデオンに似た役を演じている。

## あらすじ
物語は、ロンドン警視庁の警視ジョージ・ギデオンのある一日を描いている。
その日は叔父夫婦の訪問を受け、娘のバイオリンのコンサートに行く予定だった。
ところが朝一番に部下のカービィが賄賂を受け取っているというタレコミの電話を受ける。スコットランドヤードに着くと、今度は給料強盗事件に、マンチェスターの少女殺しの猟奇犯がロンドン市内に逃げ込んだという知らせを相次いで受ける。
さっさと仕事を済ませて家に帰りたいギデオンだが、汚職警官が殺され、猟奇犯は次の犯行に及び、なかなか帰れない。
ばらばらの事件に思われた汚職警官殺しと給料強盗事件の点と点が線で繋がり、謎の美女ジョアナの存在が浮かび上がり逮捕に向かう。
事件を解決しようやく家に帰れたのは夜だった。ところが、再び電話が鳴る。ギデオンの一日はまだ続く。

## キャスト
- ジョージ・ギデオン：ジャック・ホーキンス
- ジョアナ：ダイアン・フォスター（英語版）
- バーディ・スパロウ：シリル・キューザック
- サイモン・ファーナビー＝グリーン巡査：アンドリュー・レイ（英語版）
- サリー・ギデオン：アンナ・マッセイ（英語版）
- ロバート・メイソン：ジェームス・ヘイター（英語版）
- ポール・デラフィールド：ロナルド・ハワード
- 警察本部長：ハワード・マリオン＝クロフォード（英語版）
- アーサー・セイヤー：ローレンス・ナイスミス（英語版）
- カービィ：デレク・ボンド
- ケイト・ギデオン：アンナ・リー
- ポンズフォード：ジョン・ローダー（英語版）
- 判事：マイルス・モールソン（英語版）
- 検察側弁護人：ジョン・ラ・メザラー;（英語版）（クレジットなし）
- ドーソン：ロバート・ラグラン（クレジットなし）
- ゴライトリー巡査部長：マイケル・トラブショウ
- スモール牧師：ジャック・ワトリング（英語版）
- フランシス・フィッツヒューバート：フランシス・クラウディ
- カービィ夫人：グリゼルダ・ハーヴェイ

## 制作
ロケ地はロンドンとその周辺。室内はハートフォードシャー・ボーラムウッドにあるMGMブリティッシュ撮影所（現在のエルスツリー撮影所）で撮られた。
撮影中、フォードを尊敬していた黒澤明が現場を訪問した。
アンナ・マッセイは本作がデビュー作で当時19歳。